# Taurine
Pour la femme politique française, voir Bénédicte Taurine.
La taurine est un dérivé d'acide aminé soufré dont la formule chimique est : NH2-CH2-CH2-SO3H (acide 2-aminoéthanesulfonique, dans la nomenclature internationale). C'est un composé organique largement présent dans les tissus animaux. C'est un dérivé d’acide aminé sulfuré, il n'est donc pas utilisé dans la synthèse des protéines. En tant que dérivé d'acide aminé, il est cependant essentiel pour les bébés prématurés et les nouveau-nés humains, il est abondant dans le cerveau, les seins, la vésicule biliaire et les reins.
Découverte dans la bile de bœuf ou de taureau en 1827 par les scientifiques allemands Friedrich Tiedemann et Leopold Gmelin, son nom vient du mot latin : taurus (taureau).

## Rôle dans l'organisme
La taurine est naturellement présente dans le corps humain. Elle est synthétisée par ce dernier ainsi que dans le corps de nombreux animaux.
Elle a été identifiée comme étant un neurotransmetteur et intervient également dans les fonctions cardiaques et musculaires, notamment en renforçant la contractilité cardiaque.
Elle est également impliquée dans le mécanisme de digestion des lipides, puisqu'elle est présente dans la structure des acides biliaires (acides taurocholique et taurochénodésoxycholique). Ces acides sont les précurseurs des sels biliaires, chargés d'émulsifier les lipides alimentaires (dont fait partie notamment le cholestérol), émulsification sous forme de micelles en arrivant dans le duodénum.
L'acamprosate, un dérivé de taurine dont l'action pharmacologique principale certaine est d'être un agoniste GABAergique, est utilisé dans le traitement de la dépendance alcoolique,.

## Usage en tant qu'additif alimentaire
La taurine est ajoutée dans certaines boissons énergisantes (par exemple Red Bull ou Dark Dog) non pas comme élément énergisant (c'est la caféine qui est stimulante), mais pour prolonger l'effet de la caféine sur la vigilance et la perception de la fatigue[réf. nécessaire]. D'après un avis de l'Agence française de sécurité sanitaire des aliments (Afssa), la consommation de deux canettes par jour apporte une dose de taurine de 2 000 mg, soit 10 fois plus que la dose journalière apportée par l’alimentation. L'association avec la caféine fait que la taurine a, à tort, une réputation d'excitant.
On en trouve également en petite quantité dans la plupart des laits infantiles recomposés (sans lactose) pour nourrisson. La plupart des laits artificiels sont enrichis en taurine. Le lait maternel contient environ 42 mg·l-1 de taurine alors que le lait de vache n'en contient que 2,40 mg·l-1.
Elle est également utilisée en complément des produits à base de magnésium,.
En 2012, les autorités de santé européennes (Autorité européenne de sécurité des aliments) et la Commission européenne se sont prononcées sur certaines allégations de santé des produits contenant de la taurine. Après examen des données scientifiques, elles ont estimé que les compléments alimentaires à base de taurine ne peuvent pas prétendre à :
- aider à retarder l’apparition de la fatigue ou à maintenir/augmenter les performances physiques ;
- améliorer les capacités physiques et mentales en cas de stress ;
- aider à protéger les cellules du stress oxydatif ;
- favoriser la transformation des aliments en énergie ;
- soutenir le système immunitaire ;
- favoriser la croissance et la santé des enfants (dans le cadre d’un mélange vitaminique) ;
- protéger les cellules des toxines (rétine, cœur, foie, vaisseaux sanguins) ;
- aider le cœur et les muscles à se relaxer.

Ces revendications d’effet sont désormais interdites pour les compléments alimentaires à base de taurine.

### Recommandations
En 2012, l'agence nationale de sécurité sanitaire (Anses) successeur sur ce sujet de l'InVS pour la surveillance des boissons énergisantes depuis 2008 a présenté le bilan de ces deux organismes. Elle fait état de cas rares (une trentaine) mais préoccupants, potentiellement liés aux boissons énergisantes. Les effets indésirables recensés sont d’ordre « cardiologique (tachycardie) et/ou neurologique (crises d’épilepsie, paresthésies, tremblements, vertiges) et/ou psychiatrique (angoisses, agitation, confusion) ». L’Anses évoque la survenue de « trois cas d’accidents vasculaires cérébraux et deux cas d’arrêt cardiaque (dont un mortel) (…) pour lesquels le lien avec la consommation de boisson énergisante n’a pu être clairement établi ».
En 2009, à la suite d'une demande de la Commission européenne, le groupe scientifique de l’Autorité européenne de sécurité des aliments (AESA) a publié un communiqué de presse abordant un avis scientifique sur deux ingrédients, la taurine et la D-glucurono-gamma-lactone, communément utilisés dans certaines boissons énergisantes, concluant que l’exposition à la taurine par la consommation régulière de boissons énergisantes ne devait pas susciter d’inquiétude en matière de sécurité.
En 2003, l'Afssa avait souligné les « effets neuro-comportementaux indésirables ».

### Législation
Les boissons en contenant ont été interdites quelques mois en France à cause des suspicions de l'Afssa au sujet de la taurine. En France, la taurine présente dans la recette classique du Red Bull fut remplacée par l'arginine, afin d'être autorisée à la vente à partir du 2 avril 2008. La vente de Red Bull avec de la taurine est finalement autorisée à partir du 15 juillet 2008.

## Chez le chat
La taurine est un acide aminé indispensable au chat qui lui sert à conjuguer l'acide cholique. Le chat est capable de synthétiser la taurine, mais en quantité insuffisante pour son organisme. Il trouve éventuellement les ressources complémentaires en mangeant de la viande ou des produits industriels enrichis en taurine (croquettes industrielles, lait pour chaton…). La taurine est notamment essentielle au bon fonctionnement de sa vue.
Un déficit en taurine peut provoquer une dégénération rétinienne, une cardiomyopathie dilatée, et chez les femelles une augmentation de l'incidence de résorption fœtale et d'avortement, une diminution du poids de naissance des chatons et une diminution du taux de croissance de ceux-ci. Un déficit immunitaire peut également apparaître. Un apport suffisant de taurine permet de prévenir ou d'inverser les effets d'un déficit.

## Voies de recherche
Dans un article paru dans la revue Science le 9 juin 2023, l'équipe dirigée par Vijay Kumar Yadav de l'université Columbia a étudié les effets positifs d'une supplémentation en taurine sur des souris, et relève : une augmentation de la durée de vie médiane (+ 10 à 12%) et de l'espérance de vie (+ 18 à 25%). Également, semble être constatée une amélioration du fonctionnement des os, des muscles, du pancréas, du cerveau, des graisses, des intestins et du système immunitaire. Cette étude se conclut par un appel à des recherches supplémentaires quant au rôle de la taurine chez l'homme : « Des essais cliniques chez l'homme semblent justifiés pour tester si une carence en taurine pourrait entraîner le vieillissement chez l'homme. »
En effet, la transposition des résultats de cette étude sur l'Homme présente des difficultés : notamment, les doses à prendre seraient assez importantes sans qu'on puisse tout à fait anticiper les effets, et alors que d'autres méthodes liées aux habitudes de vie pourraient permettre d'atteindre des résultats semblables
Toutefois, des études complémentaires publiées en 2025 dans la même revue concluent à une absence d'effet significatif d'une supplémentation en taurine chez un sujet sain sur la longévité ou d'autres traits assimilés.